# Tilletia pseudochaetochloae
Tilletia pseudochaetochloae är en svampart som beskrevs av R.G. Shivas & Vánky 2002. Tilletia pseudochaetochloae ingår i släktet Tilletia och familjen Tilletiaceae.   Inga underarter finns listade i Catalogue of Life.